# Wolfgang Riehm
Wolfgang Riehm (* 1954 in Münster) ist ein deutscher Schauspieler, Off- und Hörspielsprecher.

## Leben
Wolfgang Riehm absolvierte von 1980 bis 1983 die Schauspielschule von Hildburg Frese in Hamburg und nahm zusätzlichen Unterricht bei Annemarie Marks-Rocke. Von 1983 bis 1986 hatte er ein festes Engagement am Schleswig-Holsteinischen Landestheater, dem sich von 1988 bis 1989 ein weiteres am Saarländischen Staatstheater anschloss. Dazwischen und danach war Riehm überwiegend an Hamburger Bühnen unter Vertrag, so am Ernst-Deutsch-Theater, dem Theater in der Basilika, dem Imperial Theater und häufig am Altonaer Theater, wo er von 1990 bis 1994 ebenfalls fest engagiert war.
In einer Folge der Krimireihe Die Männer vom K3 stand Wolfgang Riehm 1991 zum ersten Mal vor der Kamera. Es folgten zahlreiche weitere Aufgaben in Form von kleineren Rollen in Serien wie Adelheid und ihre Mörder, Ritas Welt oder Großstadtrevier. Weiter war Riehm in verschiedenen Tatort- und Stubbe-Episoden zu sehen.
Neben seiner Tätigkeit als Off-Sprecher für verschiedene TV-Produktionen, sprach Wolfgang Riehm auch einige Rollen in Kinder- und Jugendhörspielen. Ferner ist seine Stimme in der Werbung und auf Computerspielen zu hören. Der Schauspieler lebt in Hamburg.

## Filmografie (Auswahl)
- 1991: Die Männer vom K3 – Auge um Auge
- 1994: Adelheid und ihre Mörder – Kleine Fische
- 1994: Immenhof – Ritt in die Zukunft
- 1996: Der Pakt – Wenn Kinder töten
- 1996: Bruder Esel – Die beste Lösung
- 1996: Adelheid und ihre Mörder – Zwei links, zwei rechts
- 1997: Ein Fall für zwei – Falsche Komplizen
- 1998: Großstadtrevier – Faule Eier
- 1999: Ein Fall für zwei – Der zweite Tod
- 2000: Die Pfefferkörner – Bombenstimmung
- 2000: Die Kommissarin – Liebe und Tod
- 2000: Ritas Welt – Die Kruse-Krise
- 2001: Tatort – Hasard!
- 2001: Stubbe – Von Fall zu Fall – Unschuldsengel
- 2002: Baader
- 2002: Alarm für Cobra 11 – Die Autobahnpolizei – Späte Rache
- 2003: Broti & Pacek – irgendwas ist immer – Samenraub
- 2003: Ein Fall für zwei – Der Mann, der zweimal stirbt
- 2003: Stubbe – Von Fall zu Fall – Tödlicher Schulweg
- 2004: Tatort – Abschaum
- 2004: Alarm für Cobra 11 – Die Autobahnpolizei – Gnadenlos
- 2004: Die Pfefferkörner – Paul in Not
- 2005: Die Diebin & der General
- 2005: Tatort – Atemnot
- 2007: Stubbe – Von Fall zu Fall – Schmutzige Geschäfte
- 2007: Die Rettungsflieger – Für immer und ewig
- 2007: Küstenwache – Die letzte Chance
- 2008: Tatort – Auf der Sonnenseite
- 2010: Der Staatsanwalt – Tödliche Erkenntnis
- 2010: Der Landarzt – Lebenslügen
- 2011: Frischer Wind
- 2011: Arschkalt
- 2011: Sturm der Liebe (Episode #1.1190)
- 2012: Unter anderen Umständen – Spiel mit dem Feuer
- 2014: Großstadtrevier – Am Abgrund
- 2014: Die Pfefferkörner – Abschied tut weh
- 2016: Notruf Hafenkante – Auf beiden Augen blind
- 2018: Ultimate Justice – Töten oder getötet werden
- 2018: Neben der Spur – Sag, es tut dir leid
- 2021: Der Wolf
- 2022: So laut du kannst
- 2022: Stiller und die Geister der Vergangenheit
- 2024: Tatort – Was bleibt
- 2024: Stiller und das große Schweigen